# Койгуши
Койгуши — деревня в Ефимовском городском поселении Бокситогорского района Ленинградской области.

## История
Деревня Емельяновское упоминается на карте Новгородского наместничества 1792 года А. М. Вильбрехта.

ЕМЕЛЬЯНЦЕВО (КОЙГУША) — деревня Емельяновского общества, прихода Койгушского погоста.

Крестьянских дворов — 11. Строений — 15, в том числе жилых — 11. Жители занимаются рубкой, возкой и сплавом леса.

Число жителей по семейным спискам 1879 г.: 37 м. п., 39 ж. п.; по приходским сведениям 1879 г.: 37 м. п., 39 ж. п.

В конце XIX — начале XX века деревня административно относилась к Борисовщинской волости 5-го земского участка 3-го стана Тихвинского уезда Новгородской губернии.

ЕМЕЛЬЯНЦЕВО (КОЙГУША) — деревня Емельяновского общества, дворов — 18, жилых домов — 18, число жителей: 53 м. п., 54 ж. п.
 
Занятия жителей — земледелие. Озеро Пярдозеро. Часовня. (1910 год)

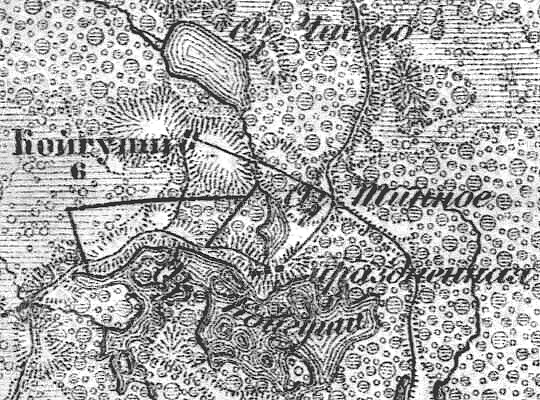
Деревня Койгуши на карте 1917 года

Согласно военно-топографической карте Новгородской губернии издания 1917 года деревня состояла из 6 крестьянских дворов.
По данным 1933 года деревня называлась Конгуши и входила в состав Абрамовогорского вепсского национального сельсовета Ефимовского района.
По данным 1966 и 1973 годов деревня Койгуши входила в состав Абрамогорского сельсовета Бокситогорского района.
По данным 1990 года деревня Койгуши входила в состав Радогощинского сельсовета.
В 1997 году в деревне Койгуши Радогощинской волости проживали 5 человек, в 2002 году — 4 человека (все русские).
В 2007 году в деревне Койгуши Радогощинского СП проживали 2 человека, в 2010 году — 1, в 2015 году — также 1 человек.
В мае 2019 года Радогощинское сельское поселение вошло в состав Ефимовского городского поселения.

## География
Деревня расположена в северо-восточной части района на автодороге 41К-032 (Заголодно — Ефимовский — Радогощь).
Расстояние до деревни Радогощь — 11 км.
Расстояние до ближайшей железнодорожной станции Ефимовская — 34 км.
Деревня находится на южном берегу озера Своё, к северу от озера Кривули.

## Демография
| 1997 | 2002 | 2007 | 2010 | 2017 |
| ---- | ---- | ---- | ---- | ---- |
| 5    | ↘4   | ↘2   | ↘1   | →1   |

## Инфраструктура
На 1 января 2017 года в деревне было зарегистрировано: домохозяйств — 1, проживающих постоянно — 1 человек.